# Меланж (кава)
Меланж (від фр. mélange — суміш) — кавовий напій австрійської кухні на основі еспресо з додаванням підігрітого і спіненого молока і збитих вершків. Вперше такий напій був виготовлений у Відні в 1890 році
Меланж готують з еспресо з додаванням молока і спіненого молока. Деякі рецепти пропонують злегка розбавити еспресо гарячою водою або використовувати подвійний еспресо. У будь-якому випадку співвідношення кави та молока у віденському меланжі завжди зберігається 1:1. Меланж подається зі склянкою води і іноді прикрашений збитими вершками.
Окремим варіантом меланжу є імператорський меланж (Kaisermelange), в який крім молока і молочної піни додають яєчний жовток, цукор і коньяк.